# Kostel svatých Barbory a Josefa (Jastrzębie-Zdrój)
Kostel svatých Barbory a Josefa (polsky: Kościół św. Barbary i Józefa) je dřevěný římskokatolický farní kostel v obci Jastrzębie-Zdrój v gmině Jastrzębie-Zdrój v Slezském vojvodství v Polsku, náleží pod katolickou farnost svatých Barbory a Josefa v Jastrzębie-Zdrój děkanátu Jastrzębie-Zdrój arcidiecéze katovické. Kostel je zapsán ve vojvodském seznamu památek pod registračním číslem  281/50 ze dne 1. března 1950 a 738/66 z 5. srpna 1966 a je součástí Stezky dřevěné architektury ve Slezském vojvodství. Kostel byl přenesen v roce 1975 z Jedłowniku (čtvrti Wodzisław Śląski) do obce  Jastrzębie-Zdrój.

## Historie
Je nejstarší svatyní v gmině Jastrzębie-Zdrój a stál původně v Jedłowniku v čtvrti Wodzisław Śląski. První písemná zmínka o kostele je z roku 1447 ze spisu Svatopetrského haléře. Další záznamy jsou z roku 1652 a 1679, kde je uváděn pod názvem svatého Marka Evangelisty. Z písemné poznámky probošta Antoni Proskeho vyplývá předpoklad, že kostel byl postaven mnohem dříve. Důvodem měl být jeden z trámů, na kterém byl vytesán nápis MCCCVL čili rok 1345. Chybí ovšem odborné studie, které by toto potvrdily.
V roce 1678 byl v kostele postaven nový hlavní oltář, který byl zasvěcen svaté Barboře. V roce 1697 byl kostel opravován a taktéž v roce 1801. V období 1949–1952 byl v Jedłowniku postaven nový zděný kostel, který se stal farním a dřevěný přestal být využíván a chátral. V roce 1974 zchátralý kostel přenesen na nové místo v Jastrzębi-Zdroji vedle kaple svatého Josefa, která byla v roce 1975 přestavěna na faru. Základní kámen pod dřevěný kostel byl posvěcen 8. července 1974 a 3. prosince 1974 byl kostel slavnostně vysvěcen katovickým biskupem Herbertem Bednorzem. Na novém místě ve svažitém terénu bylo postaveno podsklepení a na něj postaven přenesený  kostel. Podsklepení je využíváno jako knihovna a společenské místnosti. Vadné dřevěné části kostela (prohnilé trámy) byly nahrazeny novými, vnější i vnitřní opláštění (včetně stropu) bylo provedeno novými deskami a střecha pokrytá novým šindelem. V roce 2002 byla provedena výměna šindelů na střeše a vnější deštění.   V roce 2010 byl restaurován hlavní oltář a v roce 2011 historický ambon.

## Architektura

### Exteriér
Kostel je jednolodní neorientovaná dřevěná roubená stavba na půdorysu obdélníku umístěn na vysoké podezdívce. Kněžiště, které je užší než loď, má trojboký uzávěr a ze západní strany přiléhající dvoupatrovou obdélníkovou sakristií s oratoří v patře a vchodovým přístavkem. Na východní straně lodi je boční vchodový přístavek. Na jižní straně lodi je přistavěna štenýřová věž s předsazeným zvonovým patrem a vchodovým přístavkem. Zešikmené stěny věže jsou pobity šindelem, zvonové patro je deštěné zakončeno šindelovou jehlanovou střechou. Kostel má jedno hřebenovou sedlovou střechu krytou šindelem. Na hřebenu v rozhraní lodi a kněžiště je uzavřený hranolový sanktusník s jehlanovou střechou.
Areál je ohrazen pláňkovým plotem se zděnými sloupky.

### Interiér
Vnitřní vybavení nese barokní prvky. Loď a kněžiště je zaklenuto valenou klenbou. Vítězný oblouk má dva sponové trámy na nichž jsou plastiky Ukřižování, Panny Marie, svatých Jana Evangelisty, Ignáce z Loyoly a Jana Nepomuckého. V jižní části lodi na šesti sloupech je kruchta z 19. století s plnou balustrádou a elektrickými varhany. Podlaha v podvěží a lodi je z mramorová, podlaha v kněžišti a sakristii je dřevěná. Hlavní barokní oltář nese obraz svaté Barbory. Pozdně renesanční boční oltář na evangelijní straně pochází z poloviny 17. století. Barokní boční oltář zdobený vyřezávanými putti na epištolní straně je z přelomu 17. a 18. století. Ze 17. století pochází barokní ambon s deskovými obrazy čtyřech Evangelistů a kamenná křtitelnice. Kování vchodových věžních dveří pochází z roku 1647.

### Rozdíly
- V roce 1888 při opravě kostela byla prodloužena loď a spojená se samostatnou zvonicí.
- Vnitřní táflování stěn bylo provedeno dřevovláknitými deskami a vyzdoben polychromií.
- Původní podlaha byla dubová.
- Sanktusník na půdorysu čtverce měl lucernu s dvojitými arkádovými okny a byl ukončen barokní šindelovou střechou s osmibokou bání.

## Galerie

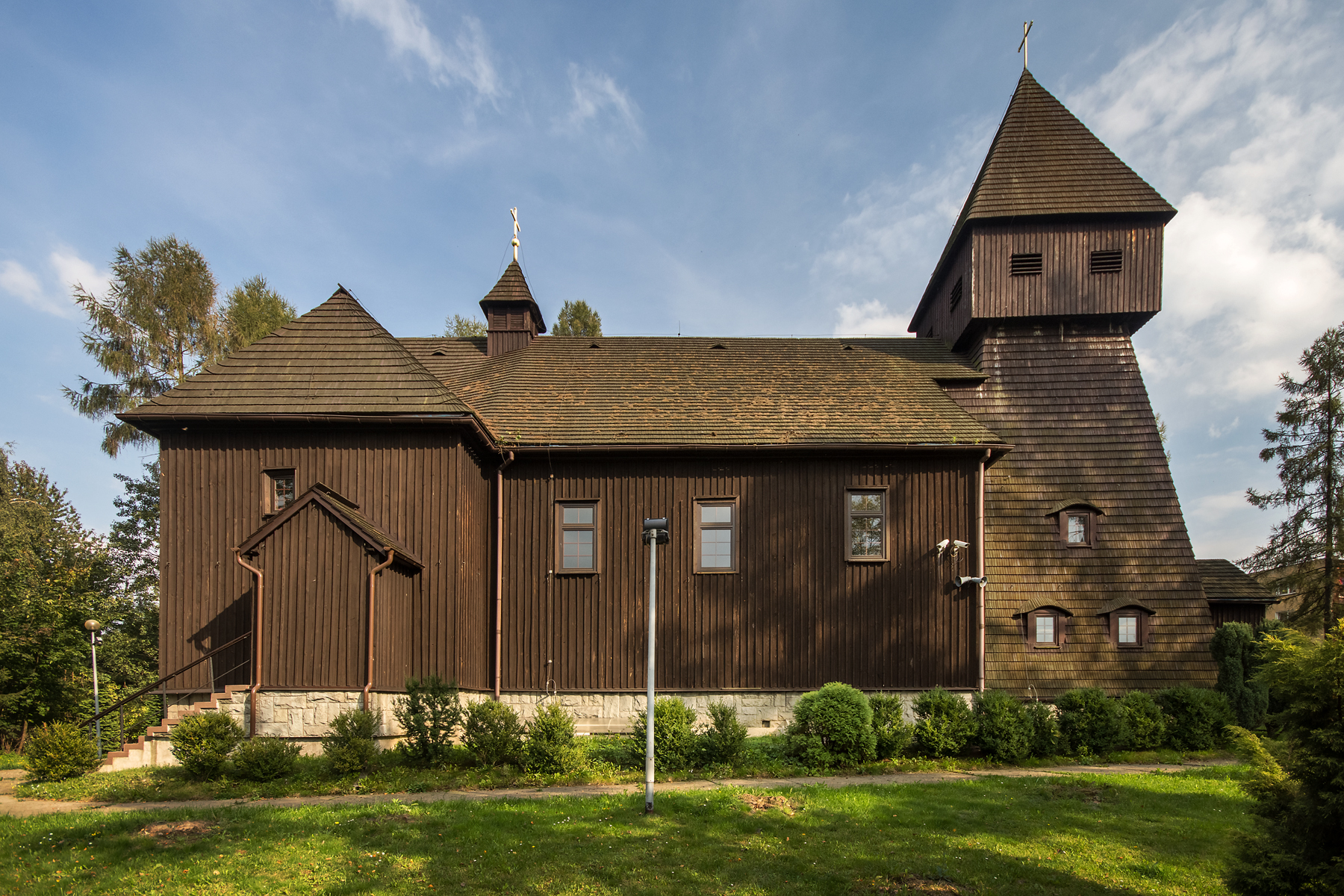
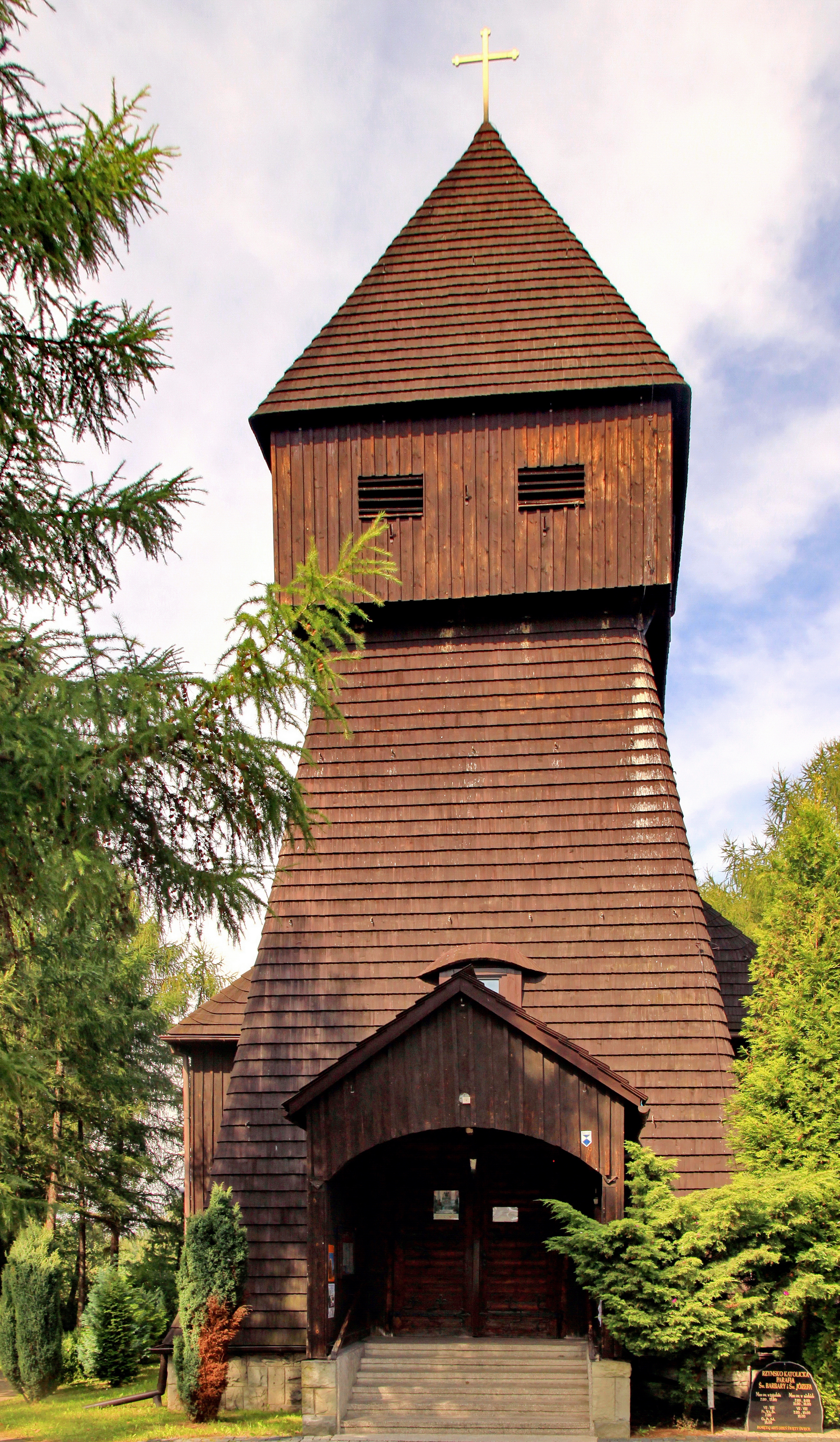
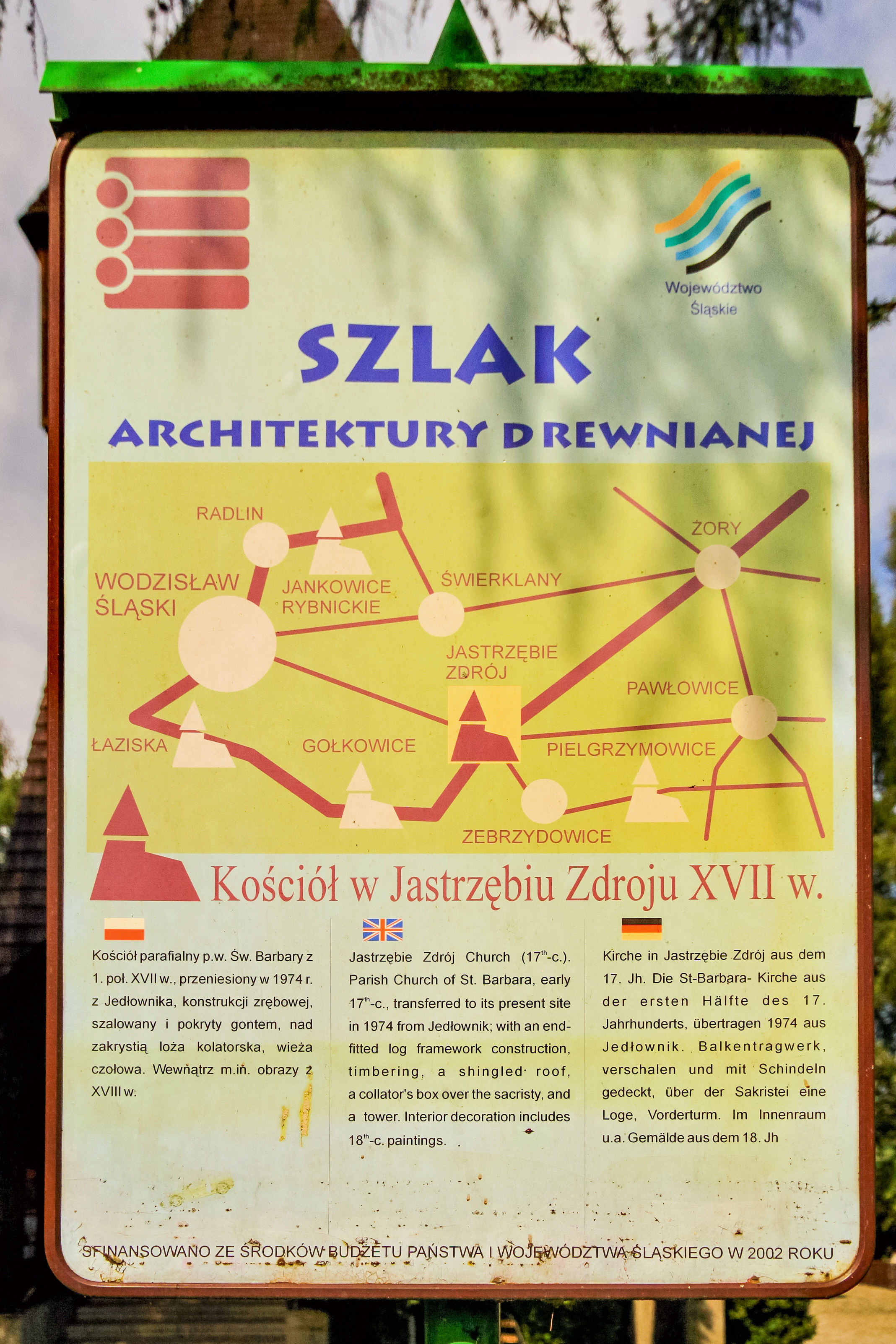